# 思北雅坡
思北雅坡，官方全名厦门市思明区鑫雅坡餐饮店（简称鑫雅坡），简称雅坡，是一家位于中国福建厦门思明区升平路2-5号101室的餐厅，也是厦门老字号。

## 历史
1940年代，曾谋泰在海后路31号开设小坡咖啡室；1958年，他又在思明北路28-30号开设雅坡咖啡室，该咖啡室被认为是“厦门首家咖啡室”。曾谋泰早年在南洋学习咖啡制作的手艺，后来前往厦门开店。由于曾谋泰擅用牛油烘焙炒咖啡豆，再加上其拥有优秀记忆力，能够记住顾客的姓名、嗜好与经历，因而招徕了一批南洋的顾客。此外，由于厦门欠缺同类型的餐厅，因此有不少厦门人在这里约会，或初次尝试西餐。改革开放后，咖啡文化悄然复苏。在1990年代中后期，厦门的咖啡馆迅猛发展，雅坡亦开设了思北分店、镇邦分店两家连锁，是当时厦门最为红火的咖啡馆之一。
2014年，雅坡在厦门中山路南中广场2楼重新开业，经营方向也变成主打“传统老厦门古早美食”。2019年夏，在地方性法规《厦门老字号保护发展办法》推行后，雅坡以“鑫雅坡”的字号被厦门市商务局认定为“厦门老字号”.

## 菜品
如今的雅坡是一家以闽南中式菜肴为主，兼营西点的餐馆。截至2017年，餐馆的产品有煎面包、三明治、西多士、沙茶肉串、糖醋鱿鱼串、芋泥鸭、豆腐卤、咕噜肉、闽南炸醋肉、爆炒腰花等菜点，其中该店的沙茶肉串由黄汉忠创制，在1998年被评为“福建省名小吃”。

## 琐事
在上世纪末，厦门达达的艺术家许成斗一到每月发工资的时候，都会带着他的忘年之交黄永砯、林嘉华二人前去雅坡喝咖啡，久而久之，黄永砯与林嘉华培养出喝咖啡的习惯。